# Lünkeusz
A görög mitológiában Lünkeusz (ógörögül Λυγκεύς) Aigüptosz ötven fiának egyike. Testvéreihez hasonlóan feleségül vette az egyik danaidát, jelen esetben Hüpermnésztrát. De a nászéjszakáján, amikor elvette a lány szüzességét, az megkíméli őt, és segít neki megszökni, míg a többi fivére elpusztul: feleségeik megölték őket.
Lünkeusz később visszatér Argoszba, és megbosszulja a testvérei meggyilkolását azzal, hogy megöli mindazokat, akik kudarcot vallottak, valamint apjukat, Danaoszt, aki megrendelte ezeket a gyilkosságokat. Argosz királya lett Hüpermnésztra mellett, ahol egyetlen fiuk, Abasz követte őt a trónon.

## Fordítás
- Ez a szócikk részben vagy egészben  a   Lyncée (fils d’Égyptos) című francia Wikipédia-szócikk ezen változatának fordításán alapul.  Az eredeti cikk szerkesztőit annak laptörténete sorolja fel. Ez a jelzés csupán a megfogalmazás eredetét és a szerzői jogokat jelzi, nem szolgál a cikkben szereplő információk forrásmegjelöléseként.